# 12 brumaire
12 vendémiaire 12 frimaire
Le duodi 12 brumaire, officiellement dénommé jour de la mâcre, est le 42e jour de l'année du calendrier républicain. Il reste 323 jours avant la fin de l'année, 324 en cas d'année sextile.
C'était généralement le 2e ou 3e jour du mois de novembre dans le calendrier grégorien.

## Événements
- An II : bataille d'Ernée, au cours la guerre de Vendée.
- An VIII : les troupes du général républicain Charles-François Desbureaux tuent 500 insurgés vendéens lors de la bataille des Aubiers.

## Naissances
- An IV : Amédée Pichot, né à Arles et mort le 12 février 1877 dans le 8e arrondissement de Paris, romancier, historien et traducteur français.